# Jägersburg

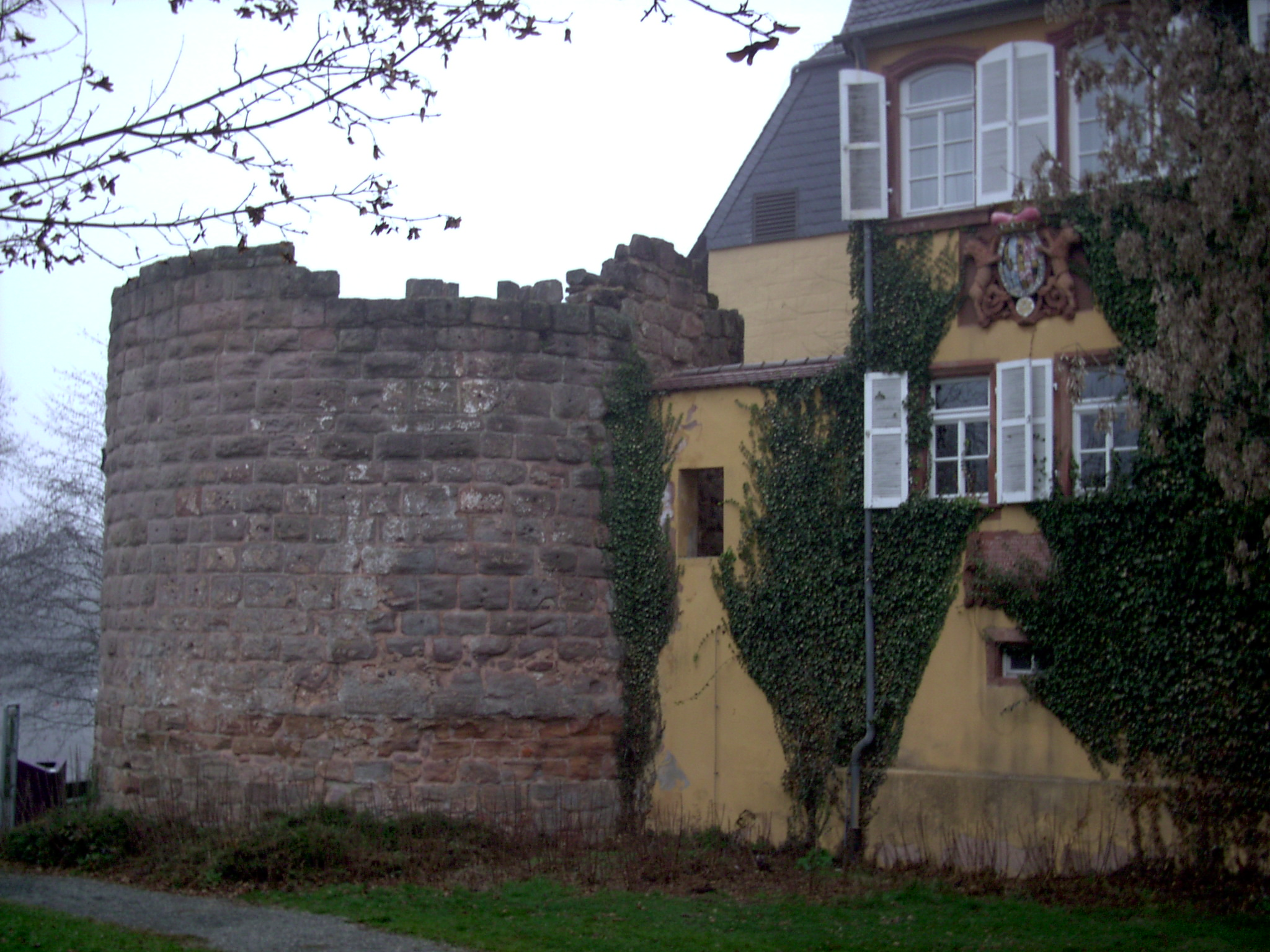
Gustavsburg in Jägersburg

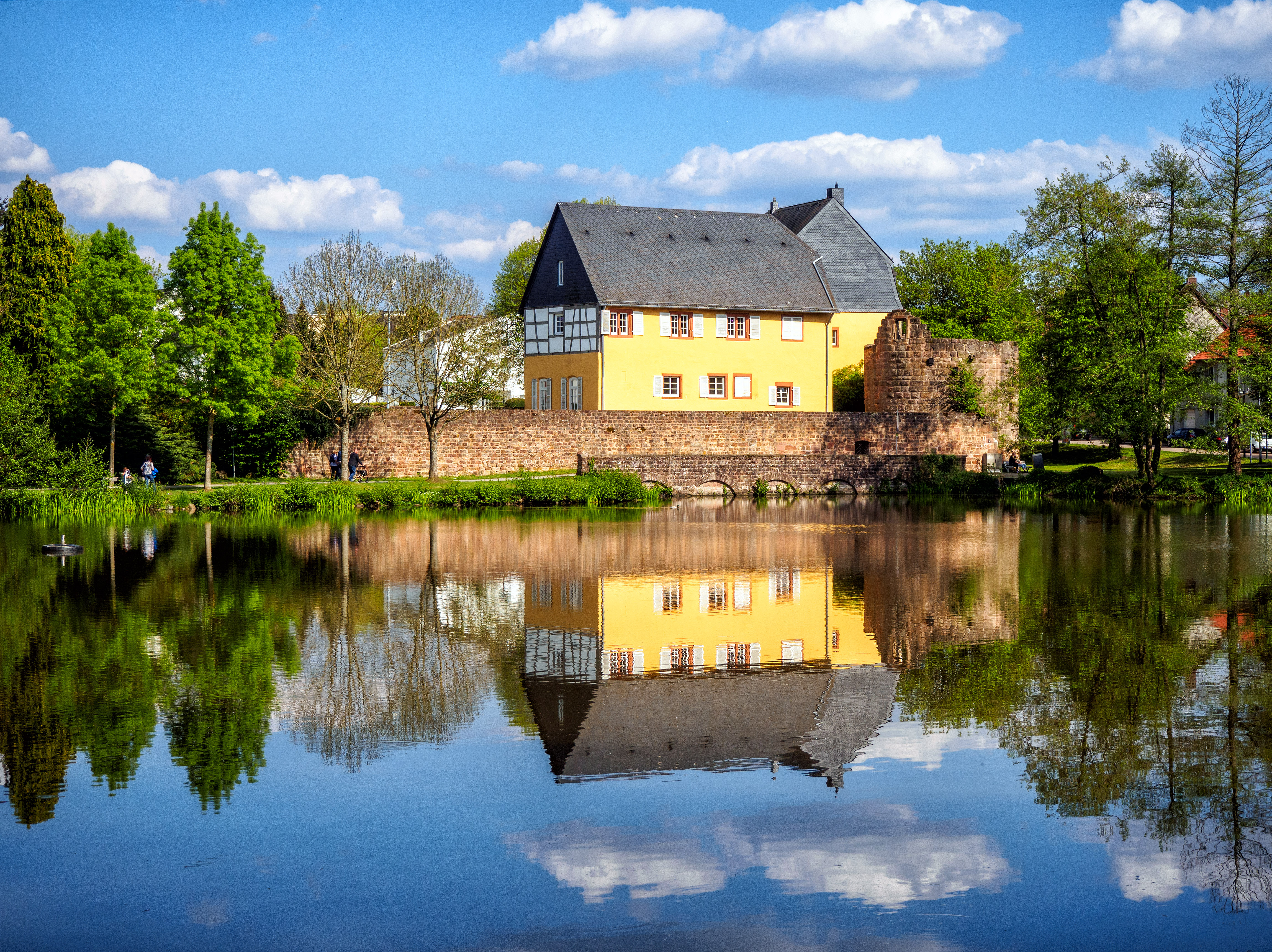
Schloßweiher mit Gustavsburg

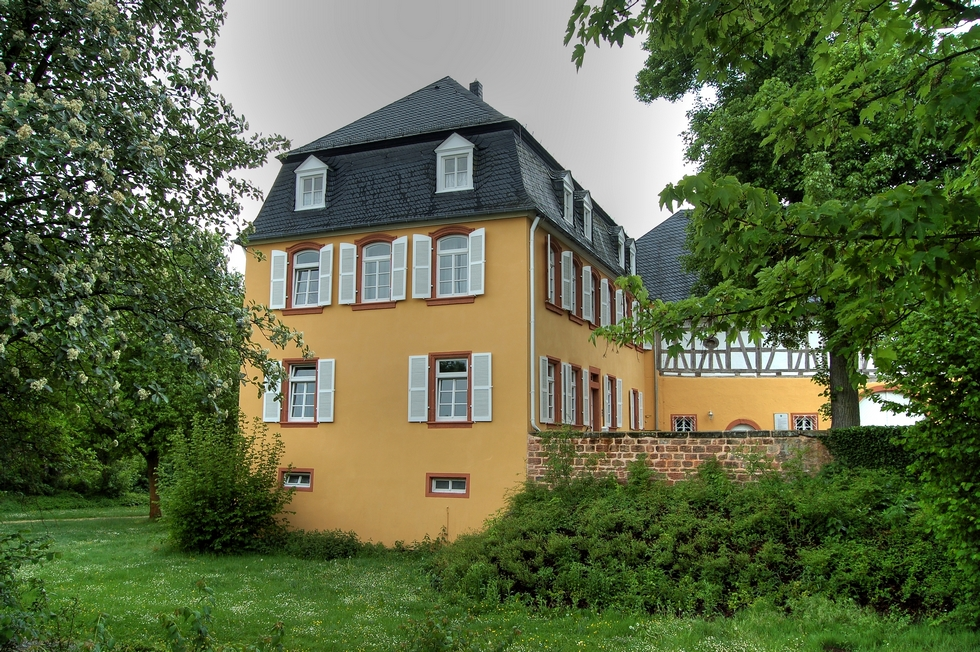
Die Gustavsburg von der Schloßstraße aus gesehen

Ehem. Schloss Jägersburg

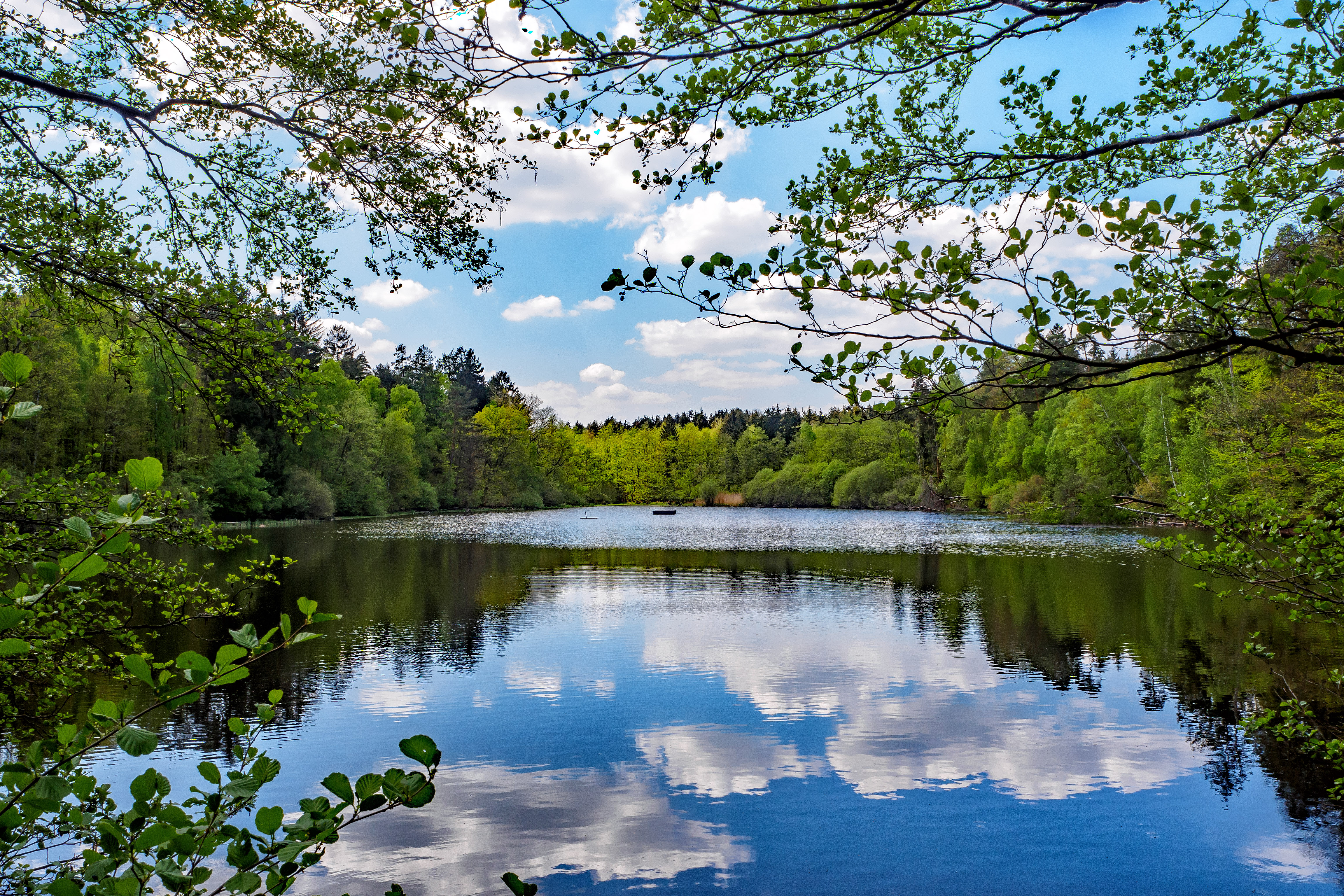
Der Spickelweiher im Jägersburger Wald ist der einzige Weiher des Ortes, der über den Glan entwässert.

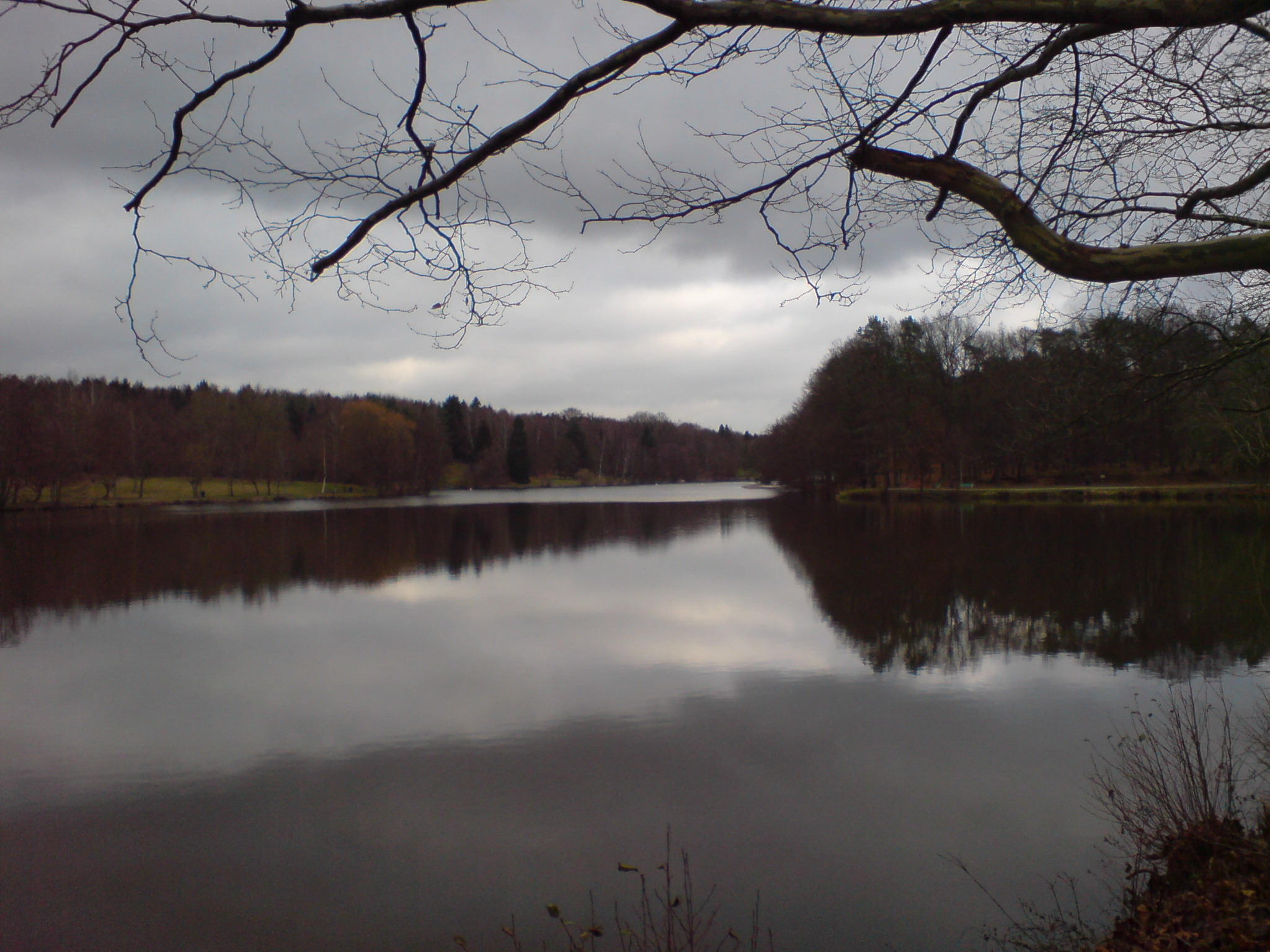
Der Brückweiher mit seinen Freizeitanlagen ist die Hauptattraktion Jägersburgs

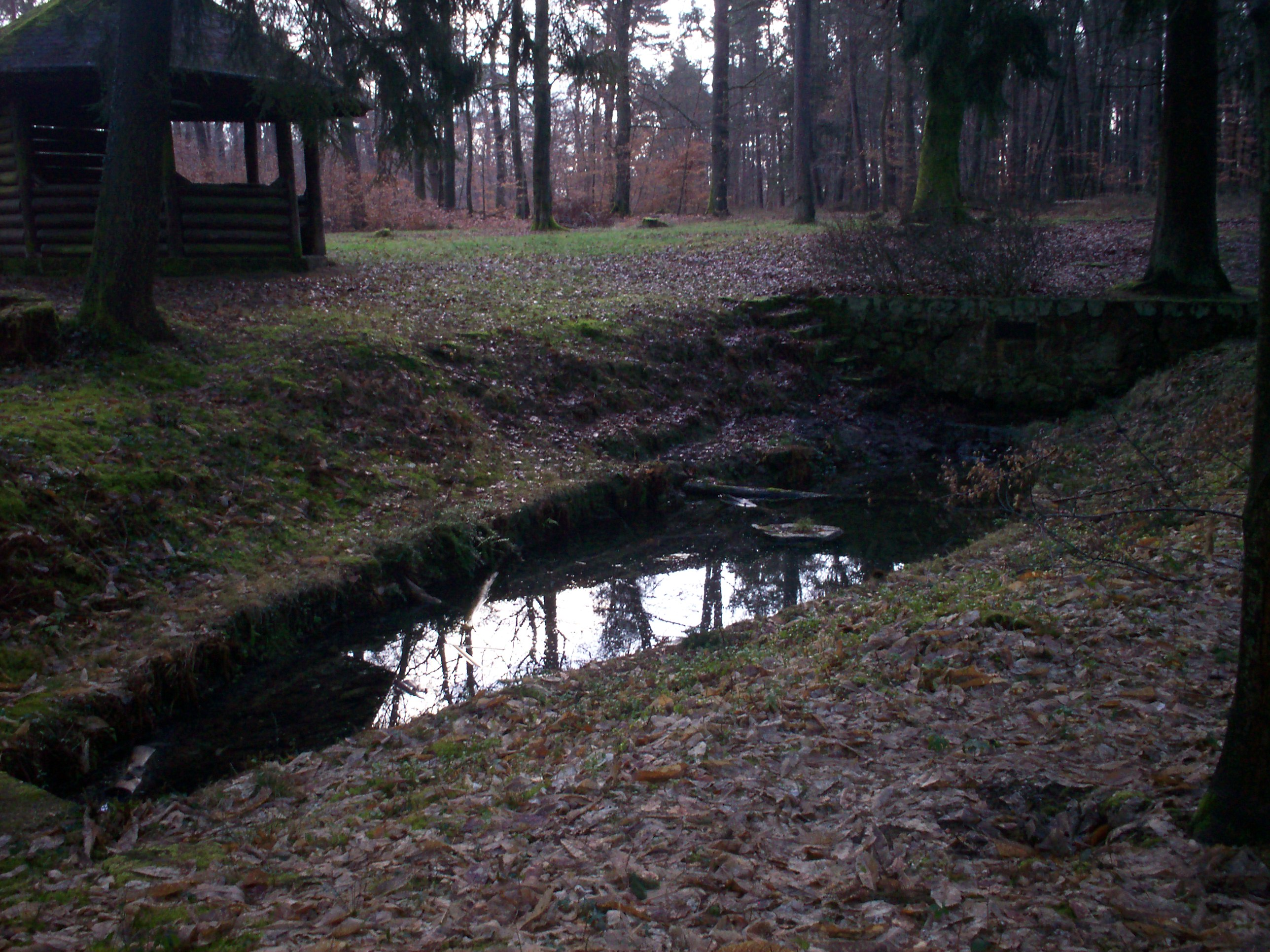
Der Hundsschwemm bei Jägersburg

Jägersburg (in örtlichen Dialekten Järschborch oder Jächersburch) ist ein Stadtteil der saarländischen Kreisstadt Homburg im Saarpfalz-Kreis. Die bis Ende 1973 eigenständige im Landkreis Homburg gelegene Gemeinde besitzt heute den Status eines Gemeindebezirks mit eigenem Ortsvorsteher und Ortsrat, der den Stadtrat beratend unterstützt.

## Geographie

### Lage
Jägersburg liegt ca. 5 km nordwestlich von Homburg auf einer Höhe von 270 m ü. NHN.

### Ortsgliederung
Neben dem Hauptort Jägersburg mit 2.740 Einwohnern gehören Altbreitenfelderhof mit 118 Einwohnern und Websweiler mit 253 Einwohnern zum Stadtteil Jägersburg mit zusammen 3.111 Einwohnern (Stand: 1. Oktober 2024).

### Wasserscheide
Durch das Ortsgebiet verläuft die Wasserscheide zwischen Erbach/Blies und Glan/Nahe.

## Geschichte
Der Ort Jägersburg entstand während der zweiten fränkischen Besiedlung um 750 auf den Resten einer gallo-romanischen Siedlung als Hattweiler in der Nähe der heutigen Stadt Homburg (seinen heutigen Namen erhielt Jägersburg erst 1749). Zahlreiche Hügelgräber in den Wäldern um den Ort zeugen von vorgeschichtlichen Siedlungsstätten.
In den Überresten der Wasserburg Hattweiler, die Herzog Gustav Samuel Leopold von dem schwedischen Architekten Jonas Erikson Sundahl zum Jagdschloss Gustavsburg umbauen ließ, befindet sich das heutige Burg- und Schlossmuseum Jägersburg. Erste Erwähnung fand die Burg anno 1272 mit den Burgherren Berthelo (Bartholomaeus) de Hetwilre und seiner Ehefrau (uxor) Salmine, Tochter des Conrad genannt Colbe de Butreville. In der Folgezeit wechselte die Burg häufig den Besitzer und andere klangvolle Namen tauchen in den Annalen auf.
Der Wittelsbacher Herzog Christian IV. von Pfalz-Zweibrücken baute von 1752 bis 1756 das Jagdschloss Schloss Jägersburg unweit der alten Burg. Dieses frühklassizistische Schloss diente mit seinen weitläufigen Parkanlagen der Jagdleidenschaft des Herzoges, bis Karl II. August seinen Hof 1778 auf den Karlsberg verlegte. Es wurde 1793 von den Franzosen und Bauern restlos zerstört.
Das berühmte Regiment Royal Deux-Ponts, das von Herzog Christian IV. im Auftrag des Königs von Frankreich aufgestellt wurde, begann seine Rekrutierung in den Jägerkasernen des Jagdschlosses. Das Regiment zeichnete sich in der Schlacht von Yorktown (USA) aus, ging während der Französischen Revolution in französischen Besitz über und wurde nach einigen Umbenennungen im Jahre 2000 aufgelöst.
Im Rahmen der saarländischen Gebiets- und Verwaltungsreform wurde am 1. Januar 1974 die bis dahin eigenständige Gemeinde Jägersburg der Stadt Homburg zugeordnet und ist seitdem ein Stadtteil und ein Gemeindebezirk.

## Sehenswürdigkeiten
Der Ort liegt inmitten ausgedehnter Waldungen, die noch zu den Ausläufern des Pfälzerwaldes gehören, und ist bekannt durch seine vielen Weiher die zusammen genommen eine Wasserfläche von ca. 25 Hektar bedecken. Die Größten davon sind der Möhlwoog (7,4 Hektar), der Brückweiher (7,09 Hektar), Schloßweiher (1,71 Hektar) und der im Naturschutzgebiet Jägersburger Wald/Königsbruch gelegene Spickelweiher (3 Hektar). Die gesamte Umgebung des Ortes dient als Naherholungsgebiet. Der Abenteuerpark Homburg ist ein Kletterpark mit verschiedenen Schwierigkeitsstufen (transarbore Weiherüberquerung am Stahlseil und wieder zurück), es besteht ein Arboretum sowie ein Bootsverleih und eine Blockhütte.
Jedes Jahr um das erste Juliwochenende herum findet das Jägersburger Strandfest statt. Es verleiht dem Schloßweiher besonders bei Nacht eine romantische Atmosphäre. Zum Abschluss findet ein großes Feuerwerk über dem Weiher statt.

## Jugendzeltplatz Herrgottshübel
Am nordwestlichen Ortsrand Richtung Altbreitenfelderhof liegt der 1969 gegründete Jugendzeltplatz Herrgottshübel. Dieser wird von dem Jägersburger Pfadfinder e. V. (der, der Deutschen Pfadfinderschaft St. Georg angehört) betrieben. Auf ihm treffen sich jährlich viele Jugendgruppen aus dem In- und Ausland zu den traditionellen Zeltlagern. Von den Einheimischen wird der Herrgottshübel auch liebevoll „Ichelsburch“ (Igelsburg) genannt.

## Verkehr
Jägersburg wird von der Bundesstraße 423 durchquert.
An der aufgegebenen Strecke der Glantalbahn gibt es den alten Bahnhof, der bereits Mitte der 1950er Jahre als Personenbahnhof aufgegeben wurde.

## Töchter und Söhne
- Hugo Jung (1928–2017), Professor für Gynäkologie und Geburtshilfe, Lehrstuhlinhaber in Aachen sowie Kunstsammler.